# Sidi Slimane Echcharaa
Sidi Slimane Ech-charaa (en Arabe) سيدي سليمان الشراعة est une ville du Maroc. Elle est située dans la région de l'Oriental, à 60 km de la ville d'Oujda, la capitale de la région de l'Oriental et elle est située en périphérie de la ville de Berkane sur la Route nationale 2 vers la ville de Nador (située à 80 km). Elle est considérée comme une banlieue de la ville de Berkane.